# Piazza Orange
Piazza Orange è una piazza del centro storico di Reggio Calabria.

## Descrizione della piazza
La piazza, di piccole dimensioni, si colloca in un'area centralissima della città, tra via Filippini e la via Orange. È un angolo storico della città, a torno ad essa si snodano moltissime attività commerciali. 
La piazza è stata restaurata ed inaugurata il 15 dicembre 2007, passando dalle fatiscenti costruzioni ad una nuova e moderna piazza, arricchita da una fontana musicale e da alcuni alberi monumentali.
Il nome della piazza deriva da un antico torrente di nome Orangi, un torrente che probabilmente ancora oggi scorre sotto le case del centro di Reggio Calabria, probabilmente in quella data dovette essere deviato il corso del torrente Orangi, che nasce sulla collina dell’acquedotto al Trabocchetto, e che doveva naturalmente incanalarsi nel vallone di via Giulia, l’acqua che scendeva dal torrente Orangi era l’acqua che alimentava il fossato intorno al Castello Aragonese, unica difesa della storica fortificazione cittadina, molto vicino a piazzetta Orange.